# NGC 5305
NGC 5305 is een balkspiraalstelsel in het sterrenbeeld Jachthonden. Het hemelobject werd op 17 maart 1787 ontdekt door de Duits-Britse astronoom William Herschel.

## Synoniemen
- UGC 8729
- MCG 6-30-87
- ZWG 190.57
- PGC 48930